# Liste der Monuments historiques in Miglos
Die Liste der Monuments historiques in Miglos führt die Monuments historiques in der französischen Gemeinde Miglos auf.

## Liste der Bauwerke
| Bezeichnung         | Beschreibung | Standort | Kennzeichnung | Schutzstatus | Datum | Bild           |
| ------------------- | --- | -------- | ------------- | ------------ | ----- | -------------- |
| Burg Miglos         | Um 1320 errichtete Burganlage (auch: Château d’Arquizat). Die viereckige Einfriedung wird im Südosten von einem ersten Turm mit fünf Stockwerken flankiert. Im Nordwesten befindet sich ein zweiter Turm, in dessen Erdgeschoss sich ein Gewölberaum befindet. Diese beiden Türme sowie die Mauern, die sie verbinden, werden von rechteckigen Erkern durchbrochen. | (Lage)   | PA00093824    | Classé       | 1987  | weitere Bilder |
| Kirche von Arquizat | dreischiffige Kirche mit Tonnengewölbe | (Lage)   | PA00093825    | Inscrit      | 1973  | weitere Bilder |

## Liste der Objekte

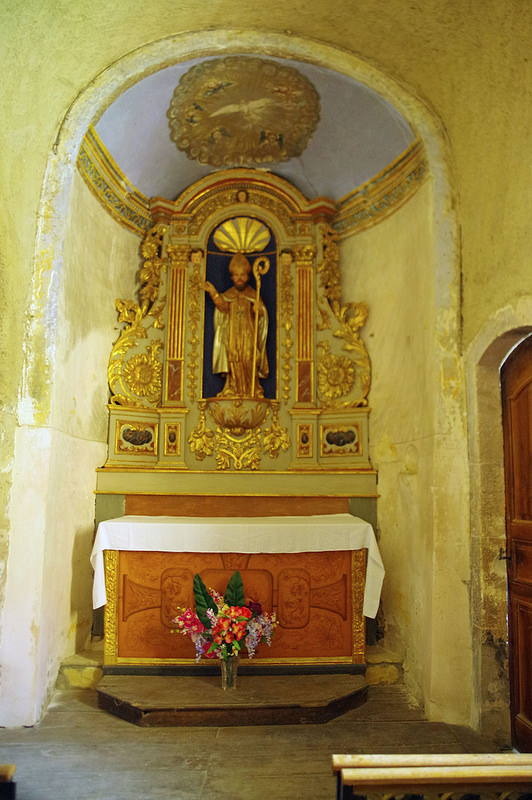
Altar in der Kirche St-Hilaire d’Arquizat

- Monuments historiques (Objekte) in Miglos in der Base Palissy des französischen Kultusministeriums